# Sphaeropoeus modiglianii
Sphaeropoeus modiglianii är en mångfotingart som beskrevs av Filippo Silvestri 1895. Sphaeropoeus modiglianii ingår i släktet Sphaeropoeus och familjen Zephroniidae. Inga underarter finns listade i Catalogue of Life.